# Donja Batina (Konjščina)
 Donja Batina  falu Horvátországban Krapina-Zagorje megyében. Közigazgatásilag Konjščinához tartozik.

## Fekvése
Krapinától 23 km-re délkeletre, községközpontjától 4 km-re északnyugatra a megye keleti részén, a Horvát Zagorje területén fekszik.

## Története
A településnek 1857-ben 659, 1910-ben 1262 lakosa volt. Trianonig Varasd vármegye Zlatari járásához tartozott. 2001-ben 107 lakosa volt.

## Külső hivatkozások
Konjščina község hivatalos oldala